# キリスト教学校教育同盟
一般社団法人キリスト教学校教育同盟（キリストきょうがっこうきょういくどうめい、英語: Association of Christian Schools in Japan）は、日本のキリスト教プロテスタント系（一部聖公会系・超教派系を含む）のキリスト教主義学校の学校法人により組織されている団体。2020年現在の加盟学校法人は102法人。

## 概要
1899年（明治32年）8月3日の「文部省訓令第12号」により、宗教教育を禁じる法令が発令。聖書・礼拝を中心とするキリスト教学校にとっては存立をおびやかす政府の圧迫となった。キリスト教教育を続けることは、各種学校の取り扱いとなり、それによって上級学校への進学や徴兵猶予の特典を失うことになる。それは男子校にとってはある意味で死活の問題でもあった。しかし、各学校はさらに密接な連絡を取り合い、その特典を捨てても、キリスト教教育を守ることに徹した。
一方、その間に、本多庸一（青山学院長）、井深梶之助（明治学院長）などが文部省に訓令の撤回や適用除外の運動をし続けた結果、1901年（明治34年）5月、前述の上級学校への進学・徴兵猶予等の特典を回復することができた。
この時の各学校の協力を契機に1910年（明治43年）4月、男子校10数校が「基督教教育同盟会」を組織し、第1回総会を同志社で開催した。第1回総会座長は原田助（同志社社長）である。
一方、女子校も1913年（大正2年）10月、全国から20数校が普連土学園に集まり「女子基督教教育会」を組織した。初代会長はクララ・A・カンヴァース（捜真女学校長）である。
石坂正信（青山学院長）、C.B.デフォレスト（神戸女学院長）等が中心となって、1922年（大正11年）11月、両会とも同志社で総会を開き、合同が成立した。名称は男子の「基督教教育同盟会」を継承した。会長は石川角次郎（聖学院長）、加盟校数は63校となった。
1956年（昭和31年）、「基督教学校同盟」となり、1970年（昭和45年）、事務所も銀座の教文館から東京都新宿区西早稲田に移転した。
1971年（昭和46年）、「財団法人キリスト教学校教育同盟維持財団」の設立が認可され、名称も「キリスト教学校教育同盟」と改称。東北・北海道地区、関東地区、関西地区、西南地区の4地区協議会を設置し、教育研究委員会・広報委員会の常設委員会などの組織を整備して、新しい事業への取組みや活動を開始した。
2010年（平成22年）に100周年を迎えた。それに伴い、2000年度（平成12年度）総会において「キリスト教学校教育同盟創立100周年記念事業」を行うことを決議し、特設委員会を理事会のもとに設け、『キリスト教学校教育同盟百年史』の編纂・発行活動のための検討・史資料収集・調査を行っている。
2013年（平成25年）4月1日、「財団法人キリスト教学校教育同盟維持財団」が「一般財団法人キリスト教学校教育同盟維持財団」に移行。
2014年（平成26年）10月15日、任意団体「キリスト教学校教育同盟」を「一般社団法人キリスト教学校教育同盟」として登記した。
2015年（平成27年）6月12・13日、聖隷学園で第103回定時総会が開催され、「一般社団法人キリスト教学校教育同盟」と「一般財団法人キリスト教学校教育同盟維持財団」が合併し「一般社団法人キリスト教学校教育同盟」となった。
加盟校は次第に増加し、2017年（平成29年）現在は103学校法人となっている。

## 歴代理事長（会長）
| 代 | 氏名             | 校名           | 在任期間        |
| -- | ---------------- | -------------- | --------------- |
| 初 | 井深梶之助       | 明治学院       | 1910年 - 1915年 |
| 2  | 原田助           | 同志社         | 1915年 - 1917年 |
| 3  | 元田作之進       | 立教学院       | 1918年 - 1919年 |
| 4  | 高木壬太郎       | 青山学院       | 1920年 - 1921年 |
| 5  | 石川角次郎       | 聖学院         | 1922年 - 1923年 |
| 6  | ライフスナイダー | 立教学院       | 1924年          |
| 7  | ベーツ           | 関西学院       | 1925年          |
| 8  | 石坂正信         | 青山学院       | 1926年          |
| 9  | 田川大吉郎       | 明治学院       | 1927年 - 1937年 |
| 10 | 阿部義宗         | 青山学院       | 1938年 - 1939年 |
| 11 | 神崎驥一         | 関西学院       | 1940年 - 1942年 |
| 12 | 笹森順造         | 青山学院       | 1942年 - 1943年 |
| 13 | 矢野貫城         | 明治学院       | 1943年 - 1947年 |
| 14 | 石原謙           | 東京女子大学   | 1947年 - 1948年 |
| 15 | 豊田実           | 青山学院       | 1948年 - 1950年 |
| 16 | 村田四郎         | 明治学院       | 1951年 - 1953年 |
| 17 | 佐々木順三       | 立教学院       | 1954年          |
| 18 | 湯浅八郎         | 国際基督教大学 | 1955年 - 1960年 |
| 19 | 大木金次郎       | 青山学院       | 1961年 - 1981年 |
| 20 | 久山康           | 関西学院       | 1982年 - 1988年 |
| 21 | 松山義則         | 同志社         | 1989年 - 1998年 |
| 22 | 深町正信         | 青山学院       | 1999年 - 2003年 |
| 23 | 山内一郎         | 関西学院       | 2003年 - 2005年 |
| 24 | 久世了           | 明治学院       | 2005年 - 2009年 |
| 25 | 野本真也         | 同志社         | 2009年 - 2011年 |
| 26 | 佐藤東洋士       | 桜美林学園     | 2011年 - 2016年 |
| 27 | 梅津順一         | 青山学院       | 2016年 - 2018年 |
| 28 | 西原廉太         | 立教学院       | 2018年 -        |

## 加盟学校法人
- 愛農学園
- 青山学院
- 梅花学園
- 梅光学院
- 鎮西学院
- 同志社
- フェリス女学院
- 福岡女学院
- 普連土学園
- 岐阜済美学院
- 平和学園
- 聖坂学院
- 日ノ本学園
- 弘前学院
- 広島女学院
- 広島三育学院
- 北陸学院
- 北星学園
- 遺愛学院
- 茨城キリスト教学園
- 自由学園
- 女子学院
- 関西学院
- 関東学院
- 活水学院
- 啓明学園
- 啓明学院
- 恵泉女学園
- 敬和学園
- 金城学院
- キリスト教愛真高等学校
- 基督教独立学園
- 神戸女学院
- 夙川学院

- 国際基督教大学
- 香蘭女学校
- クラーク学園
- 共愛学園
- 九州学院
- 九州ルーテル学院
- ルーテル学院
- 松山学院
- 松山東雲学園
- 明治学院
- 宮城学院
- 桃山学院
- 長崎学院
- 名古屋学院
- 名古屋学院大学
- 新島学園
- 日本聾話学校
- 桜美林学園
- 沖縄キリスト教学院
- 沖縄三育学院
- ヴォーリズ学園
- 折尾愛真学園
- 大阪女学院
- 大阪キリスト教学院
- 大阪YMCA
- プール学院
- 酪農学園
- 立教学院
- 立教女学院
- 柳城学院
- 三育学院
- 聖望学園
- 聖学院
- 石山学園

- 聖光学院
- 清教学園
- 西南学院
- 西南女学院
- 聖隷学園
- 聖書学園
- 聖ステパノ学園
- 清和学園
- 四国学院
- 清水国際学園
- 静岡英和女学院
- 頌栄保育学院
- 頌栄女子学院
- 松蔭女子学院
- 尚絅学院
- 捜真学院
- 玉川聖学院
- 東北学院
- 東京女子大学
- 東京キリスト教学園
- 東京神学大学
- 東奥義塾
- 東洋英和女学院
- 浦和ルーテル学院
- 山形学院
- 山梨英和学院
- 八代学院
- 横浜英和学院
- 横浜学院
- 横浜共立学園
- 横須賀学院
- 盛岡大学（2008年退会するも2011年再加盟）
- 草苑学園
- 聖路加国際大学
- 平安女学院（2009年7月退会するも後に再加盟）

## 以前加盟学校だった法人
- パルモア学院（2007年2月退会）
- 聖和大学（2009年3月退会）
- 順心学園（2009年3月退会）
- 稚内北星学園（2009年3月退会）

## 関連資料
- 『日本キリスト教教育史』人物篇、キリスト教学校教育同盟(編)、東京：創文社、1978年。NCID BN00337349

- 「キリスト教学校教育同盟加盟学校（法人）一覧［図版］」『国史大辞典』第4巻きｰく、吉川弘文館、1984年。ISBN 9784642005043

- 『日本キリスト教教育史』思潮篇、久山康 (編)、東京 : キリスト教学校教育同盟（発売: 創文社）、1993年。全国書誌番号:93050606 「近代日本キリスト教年表」(585-629頁)
- 大江満『キリスト教学校教育同盟百年史紀要』創刊号『立教学院史研究 = Journal of the history of Rikkyo University and Schools』第2号、立教大学、2004年3月、182-183頁。doi:10.14992/00015375

- キリスト教学校教育同盟維持財団「キリスト教学校教育」（月刊紙）
- キリスト教学校教育同盟『キリスト教学校教育同盟百年史 年表』2010年。全国書誌番号:21861324

- 『キリスト教学校教育同盟百年 史資料編』、教文館、2012年。全国書誌番号:22123146